# Rhabdotorrhinus leucocephalus

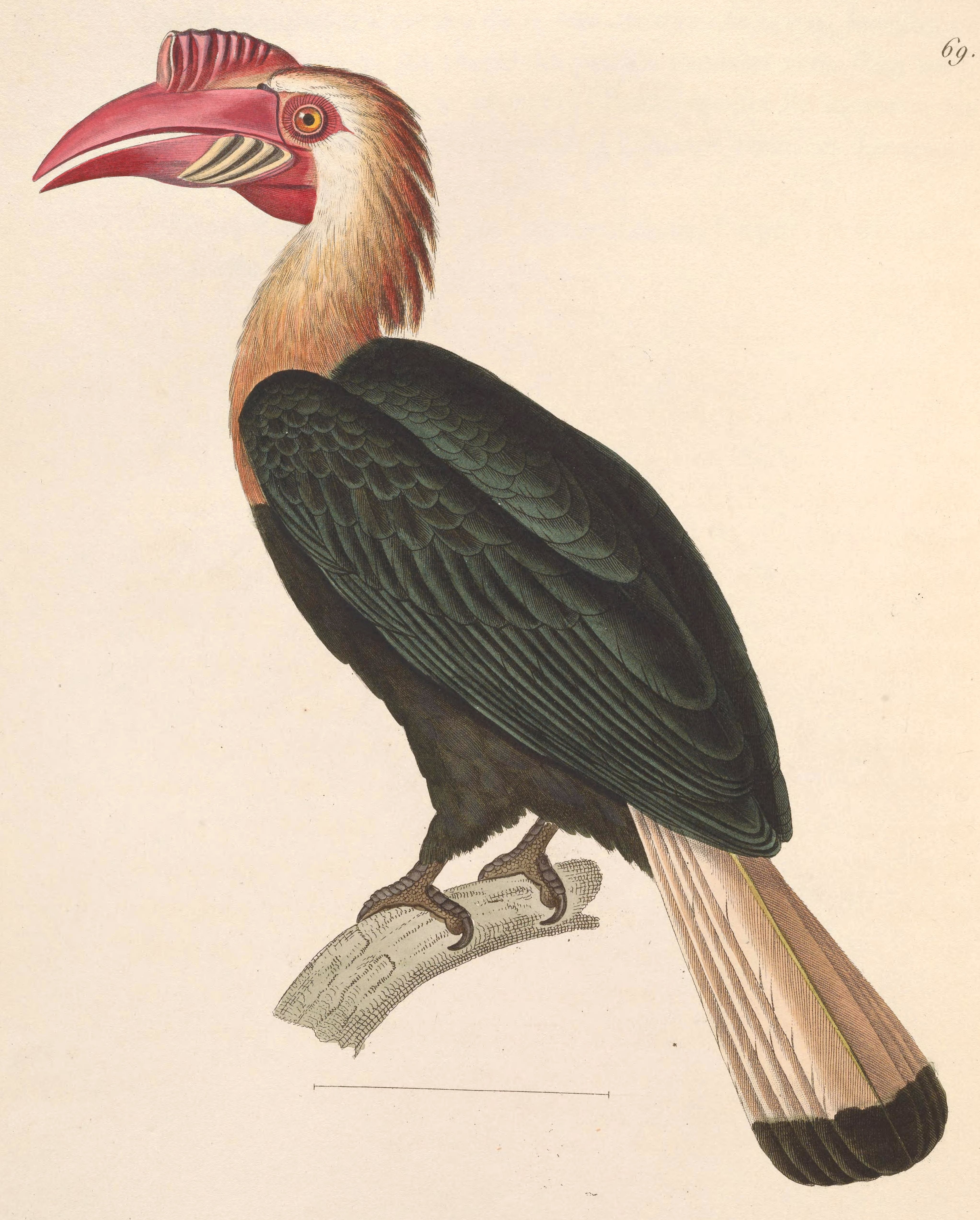
Raffigurazione di bucero testabianca.

Il bucero testabianca (Rhabdotorrhinus leucocephalus (Vieillot, 1816)) è un uccello della famiglia dei Bucerotidi presente unicamente su alcune isole delle Filippine. La sua posizione sistematica non è ancora chiara. Tradizionalmente classificato nel genere Aceros, viene assegnato da Avibase al genere Rhyticeros e dalla IUCN nel nuovo genere Rhabdotorrhinus.
Nel 2016 il bucero testabianca è stato valutato dalla Lista Rossa delle specie minacciate della IUCN come «prossimo alla minaccia» (Near Threatened).

## Descrizione
Il bucero testabianca è un bucero di medie dimensioni. La coda del maschio misura in media 23,6 centimetri, la coda della femmina è leggermente più corta, misurando 22,2 centimetri. Il becco del maschio misura in media 14,5 centimetri, quello della femmina è mediamente più corto di un centimetro. Il dimorfismo sessuale è appena pronunciato.

### Maschio
Il vertice e la parte posteriore del collo sono di colore marrone scuro, il corpo e le ali sono neri con riflessi metallici sulla parte superiore del corpo. La faccia, la parte anteriore del collo e quella superiore del petto sono bianche. Tuttavia, in molti esemplari il petto appare color crema a causa dell'abitudine, propria di tutti i buceri, di cospargersi il piumaggio con la secrezione della ghiandola dell'uropigio.
La coda è bianca con la punta nera. Il becco è rosso e sulla parte prossimale del ramo inferiore presenta una serie di solchi blu e neri. Il casco è alto e stretto e termina bruscamente a metà del becco. La pelle nuda intorno all'occhio e la grossa sacca golare priva di piume sono di colore arancione brillante. Gli occhi sono rossi, le zampe e i piedi sono neri.

### Femmina e giovane
Le femmine adulte somigliano molto ai maschi. Tuttavia, sono più piccole e hanno la testa e il collo completamente neri. Inoltre il loro casco, diversamente da quello dei maschi, non tende a incresparsi sulla sommità. I solchi sul ramo inferiore del becco sono marroni, e non neri e blu come nel maschio. Il becco è anche complessivamente di colore un po' più chiaro.
Nei giovani esemplari entrambi i sessi presentano inizialmente un piumaggio che ricorda quello del maschio. Il casco sul becco non si è ancora sviluppato, così come i solchi sul ramo inferiore, e il becco è ancora più chiaro di quello della femmina adulta. La pelle glabra della faccia è di colore giallo brillante, ma più chiara di quella dei maschi. Gli occhi sono grigio-bluastri. Le zampe e i piedi sono ancora grigi.

### Specie simili
Nell'areale del bucero testabianca è presente anche il bucero rossiccio, che ricorda il bucero testabianca nella colorazione del piumaggio. Tuttavia, quest'ultimo è un po' più grande, ha il becco con la punta giallastra e non ha una banda nera sulla coda. Il suo piumaggio è marroncino. Il bucero di Mindanao, al contrario, è più piccolo del bucero testabianca e ha la coda e il becco più scuri. Inoltre, il maschio ha la parte inferiore del corpo di colore chiaro.

## Biologia

Areale del bucero testabianca.

Il bucero testabianca vive da solo, in coppia o in piccoli gruppi da quattro a sei esemplari. Tuttavia, su alberi particolarmente carichi di frutti possono riunirsi fino a 37 individui. Anche in gruppi così grandi il legame tra le coppie rimane stretto e di solito i due partner lasciano il gruppo insieme. Di tanto in tanto i buceri testabianca si associano ai buceri rossicci, andando in cerca di cibo insieme, scendendo insieme sul terreno e condividendo gli stessi dormitori.
Il bucero testabianca preferisce vivere sulle cime degli alberi di alto fusto. La sua dieta è costituita per la maggior parte da frutta. La percentuale delle proteine animali nel menu non è ancora stata determinata, così come non è ancora stata studiata a fondo la sua biologia riproduttiva

## Distribuzione e habitat
Il bucero testabianca vive nell'isola filippina di Mindanao e nelle vicine isole di Camiguin e Dinagat. Si dice anche che occasionalmente visiti l'isola di Siargao. Vive prevalentemente nelle foreste pluviali sempreverdi al di sotto dei 1000 metri. Rispetto ad altre isole delle Filippine, Mindanao presenta ancora vaste foreste in grado di ospitare una popolazione numerosa. Tuttavia, la situazione è ben diversa a Dinagat, Siargao o Camiguin, dove la specie è divenuta molto rara a causa della scomparsa del manto forestale.